# Lakṣmī pompeiana
La Lakṣmī pompeiana è una statuetta in avorio scoperta tra le rovine di Pompei, distrutta dall'eruzione del Vesuvio nel 79 d.C. Venne ritrovata da Amedeo Maiuri, archeologo italiano, nel 1938. La statuetta è stata datata al I secolo d.C. Si pensa che la statuetta rappresenti una dea indiana della bellezza femminile e della fertilità. È possibile che la scultura costituisse originariamente il manico di uno specchio. La Lakshmi pompeiana è la prova del commercio tra Roma e l'India nel I secolo d.C.
In origine, si pensava che la statuetta rappresentasse la dea Lakṣmī, una dea della fertilità, della bellezza e della ricchezza, venerata dai primi induisti, buddisti e giainisti. Tuttavia, l'iconografia, in particolare i genitali esposti, rivela che è più probabile che la statua raffiguri una yaksi, uno spirito femminile degli alberi che rappresenta la fertilità, o forse una versione sincretica di Venere-Śrī-Lakṣmī da un antico scambio tra la cultura Classica Greco-Romana e le culture indiane.
La figura è ora nel Gabinetto Segreto del Museo archeologico nazionale di Napoli.

## Contenuti

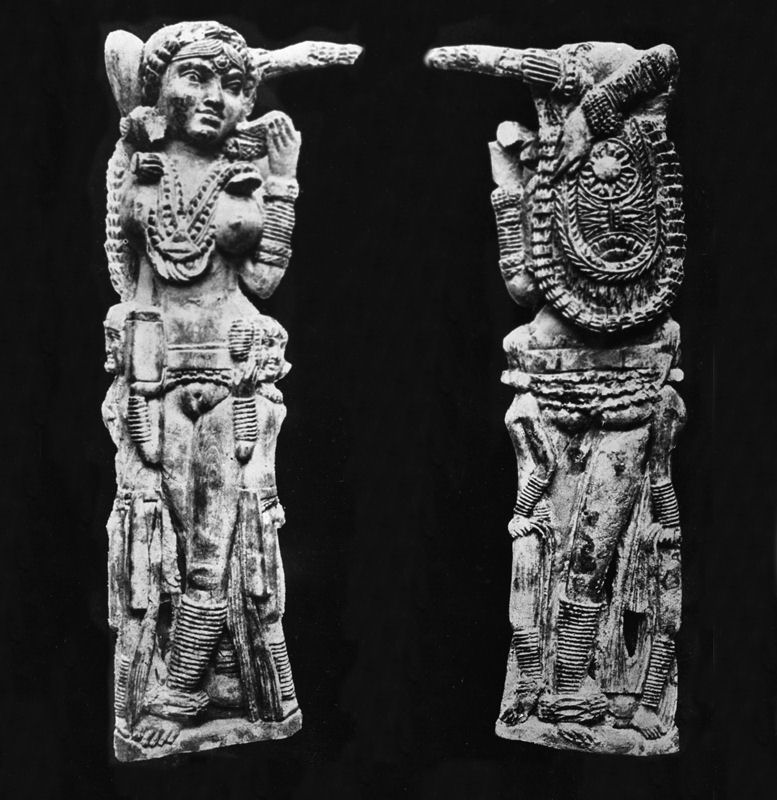
La Lakṣmī di Pompei, davanti e dietro

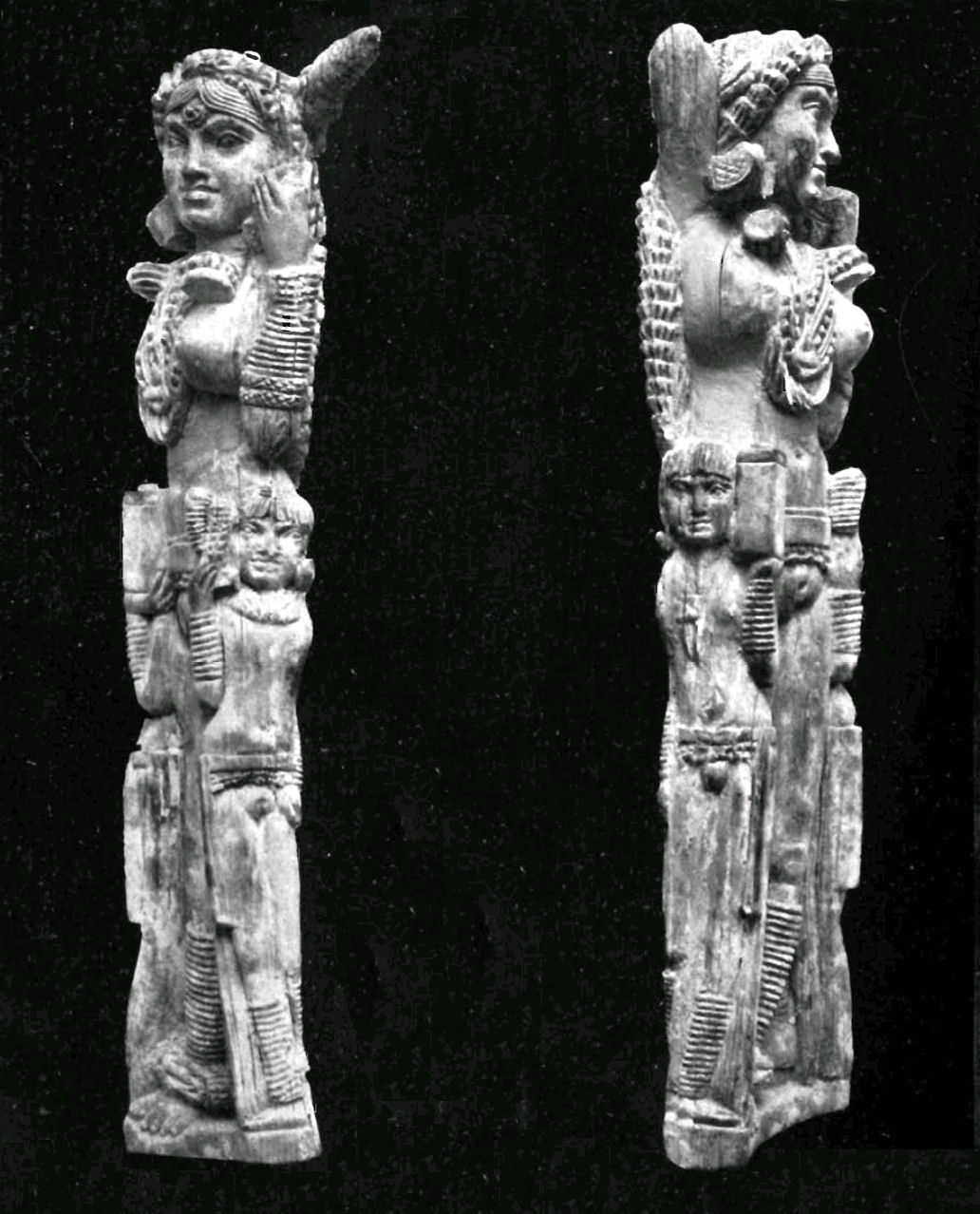
Lati della statuetta

La statuetta fu scoperta nell'ottobre del 1938 accanto alla Casa dei Quattro stili a Pompei.
Alta 25 cm, la statuetta è quasi nuda a parte la cintura stretta e i gioielli sontuosi, nonché presenta un'elaborata acconciatura. Ha due ancelle, una rivolta verso l'esterno per ciascun lato, con in mano contenitori per cosmetici. La statuetta ha un foro praticato sulla sommità della testa. La teoria più accreditata è che la statuetta abbia costituito il manico di uno specchio.
L'esistenza di questa statuetta a Pompei nel 79 d.C., quando il Vesuvio eruttò e seppellì la città, testimonia l'intensità delle relazioni commerciali indo-romane durante il I secolo d.C. Questa statuetta è stata datata dal Museo Archeologico Nazionale di Napoli come realizzata in India nella prima metà di quel secolo.

## Commercio
Nonostante gli studi condotti a livello storico e le analisi dei ritrovamenti archeologici, le origini della Lakṣmī pompeiana sono controverse. Ci sono prove delle rotte commerciali allora attive tra l'Impero romano sotto l'imperatore Nerone e l'India durante questo periodo di tempo. Secondo Pollard, con il commercio romano a lunga distanza, si crede che si sia trovata in città durante il regno di Augusto. La prova archeologica suggerisce che l'apice del commercio tra i romani e l'India sembra essere stato il primo e il secondo secolo d.C. Questa tratta commerciale si sviluppava su diverse rotte, sia via terra come documentato da Le stazioni della Partia di Isidoro di Carace e per mare come mostrano i documenti dei mercanti contenuti nel Periplus Maris Erythraei.
Esiste la possibilità che la statuetta si sia fatta strada verso ovest durante il dominio del Satrapo occidentale Nahapana nell'area di Bhokardan e sia stata spedita dal porto di Barigaza.
Roma ha giocato un ruolo importante negli scambi orientali nell'antichità: ha importato molti beni dall'India e allo stesso tempo ha stabilito le proprie stazioni commerciali nel paese. Secondo Cobb, i romani per commerciare utilizzavano rotte terrestri come l'attraversamento della penisola arabica e della Mesopotamia e attraverso il commercio marittimo dal Mar Rosso e dall'Oceano Indiano.
Le rotte marittime che utilizzavano i venti dell'Oceano Indiano permisero di importare un volume significativo di merci dall'Oriente sulle navi. Il controllo sull'Egitto ha svolto un ruolo importante poiché il potere si è spostato dai greci ai romani dopo la battaglia di Azio e questo cambiamento si è riflesso nei rapporti commerciali tra l'impero greco-romano e gli antichi regni indiani.
La ricchezza del commercio era abbastanza significativa da permettere a Plinio di affermare che 100 milioni di sesterzi venivano inviati ogni anno in India, Cina e Arabia. Con le spedizioni di nardo, avorio e tessuti è chiaro dalle prove archeologiche che il commercio romano con l'Oriente raggiunse l'apice nel primo e nel secondo secolo d.C.

## Origine

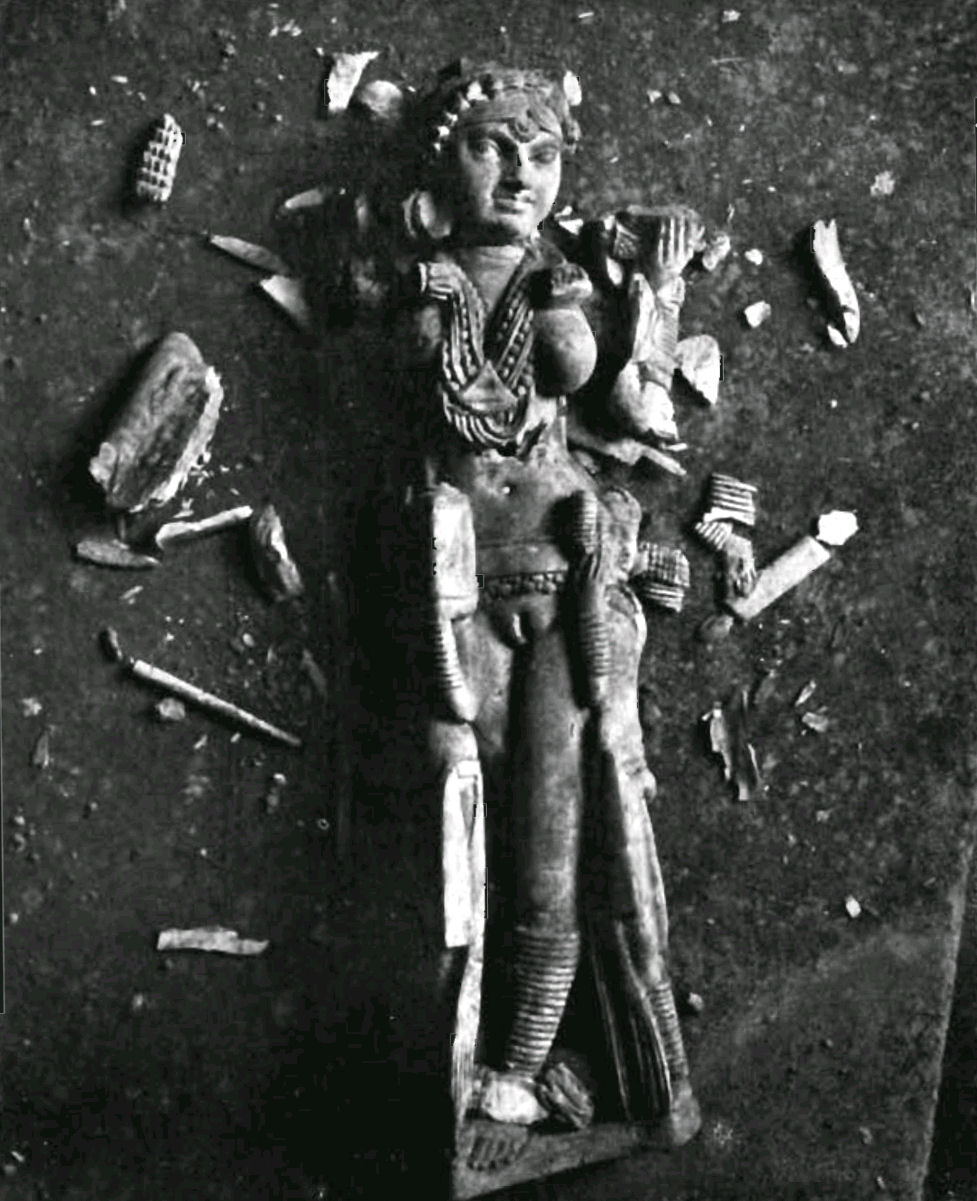
La statuetta al ritrovamento a Pompei, prima della ricostituzione

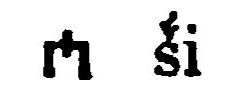
La lettera kharoṣṭhī śi incisa sulla base della statuetta.

Inizialmente si presumeva che la statuetta fosse stata realizzata a Mathura, ma secondo Dhavalikar, ora si pensa che il suo luogo di produzione fosse Bhokardan poiché lì sono state scoperte due statuette simili. Bhodarkan faceva parte del territorio e della sfera culturale sātavāhana, anche se potrebbe essere stato detenuto per alcuni decenni dai satrapi occidentali, che potrebbero essere stati quelli che hanno fornito una tratta di esportazione al mondo romano.
C'è anche un'iscrizione in kharoṣṭhī alla base della statuetta di Pompei (la lettera śi, come śi in Śiva). Ciò suggerisce che potrebbe aver avuto origine dalle regioni nordoccidentali dell'India, del Pakistan o dell'Afghanistan, o almeno aver attraversato queste aree. Poiché la statuetta di Pompei è stata necessariamente realizzata prima del 79 d.C., se fosse stata effettivamente prodotta a Gandhara, suggerirebbe che anche gli avori di Begram risalgono effettivamente a questa data.

### Iconografia
La statuetta è rappresentata a tutto tondo, e al centro tra altre due figure femminili. Le gambe sono girate di lato e un braccio piegato per tenere gli orecchini. Si presume che la si debba guardare solo da davanti poiché i dettagli posteriori sono molto piatti. Come affermato da D'Ancona, l'iconografia rientra nell'ampia categoria delle divinità femminili in India.
In un caso di omeostasi interculturale, il tema della dea scortata da due preposti, come può essere osservato nel caso della Lakṣmī pompeiana, è un'inconsueta raffigurazione di Lakṣmī o Yashis nell'arte indiana. Manca il fiore di loto che si trova nell'iconografia classica di Lakṣmī. Secondo D'Ancona, l'iconografia rappresentata in questa statuetta potrebbe essere stata importata dal mondo classico, forse derivata dall'iconografia di Venere assistita da dei putti, ben noti nell'arte greco-romana, reggenti contenitori di cosmetici. Potrebbe essere una delle numerose rappresentazioni di Venere-Śrī-Lakṣmī apparse nel I secolo d.C., afferma D'Ancona. La Lakṣmī pompeiana sarebbe quindi un misto di arte indiana e classica.
Un primo rilievo dal Sanchi Stupa con una scena ampiamente simile raffigurante Lakṣmī con due preposti bambini potrebbe aver servito da ispirazione iniziale per la Lakṣmī pompeiana, specialmente sapendo che i Sātavāhana erano sotto il controllo del Sanchi dal 50 a.C. in poi. Si ritiene che questi primi rilievi del Sanchi Stupa no.2 siano stati realizzati da artigiani del nord-ovest, precisamente dalla regione indo-greca del Gandhāra, in quanto i rilievi portano con sé delle maschere di muratori in kharoṣṭhī. Gli artigiani erano probabilmente responsabili per i motivi filo-stranieri e le figure che possono essere trovate sullo stupa.

## Galleria d'immagini

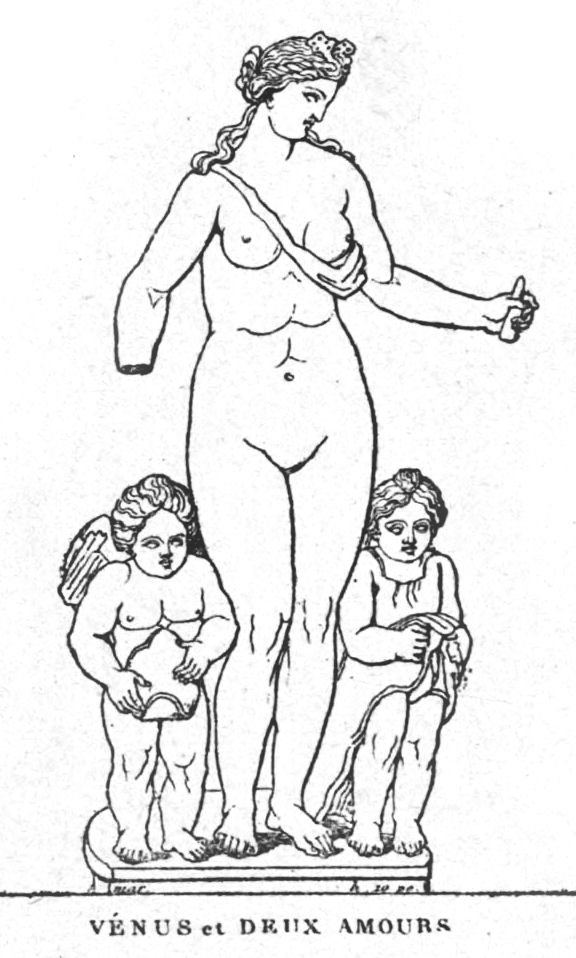
Venere con preposti Cupido
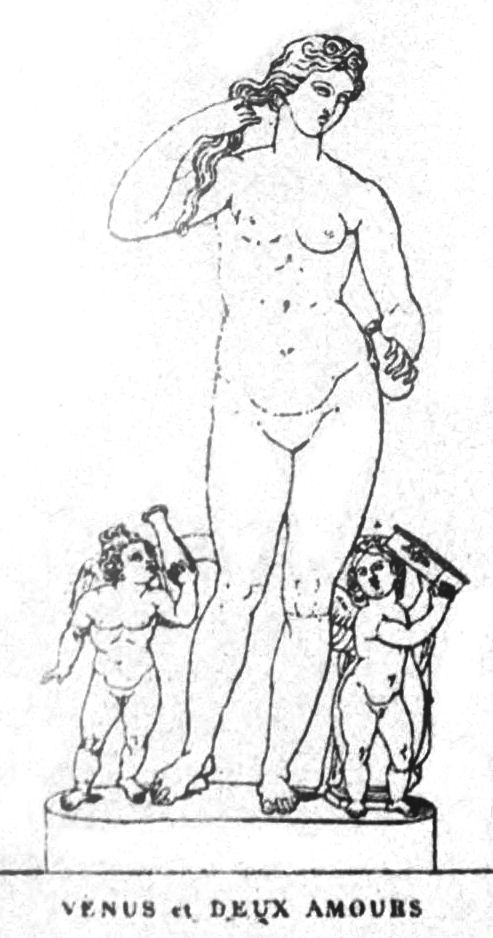
Venere con preposti Cupido
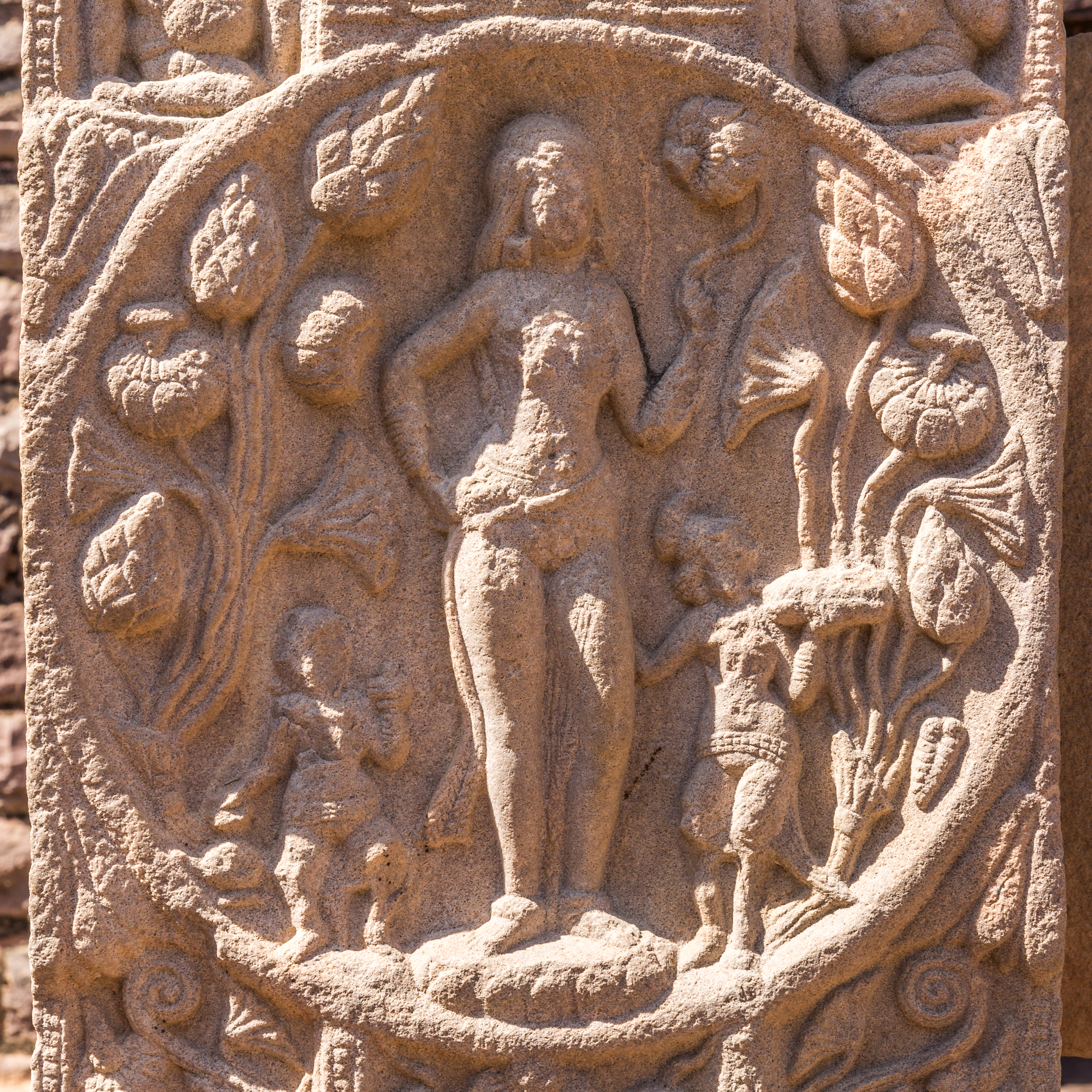
Lakṣmī con loto e due preposti bambini, Sanchi Stupa No.2, 115 a.C.